# يونس نموشي
يونس نموشي (مواليد 16 سبتمبر 1993 قسنطينة) ملاكم جزائري. شارك في منافسات الوزن المتوسط للرجال [الإنجليزية] في الألعاب الأولمبية الصيفية 2020.

## الألعاب الأولمبية الصيفية 2020
فاز على الأوغندي كافوما دافيد سيموجو بنتيجة 5–0 في دور الـ32. لكنه أقصي في الدور ثمن نهائي، عقب خسارته أمام منافسه الفليبيني مارسيال أومير ‏ بإيقاف من الحكم في الجولة الأولى.

## روابط خارجية
- يونس نموشي على موقع بوكس ريك (الإنجليزية) (registration required)
- يونس نموشي على موقع أوليمبيديا (الإنجليزية)